# Драган Нишић
Драган Нишић (Футог, 8. новембар 1956) бивши је југословенски и српски одбојкаш.

## Спортска биографија
Са одбојкашким клубом Војводина је 1976. године освојио Куп Југославије. Био је то први трофеј у историји Војводине. У Италији је имао успешну спортску, а затим и пословну каријеру.
Играо је за сениорску одбојкашку репрезентацију Југославије. Освајач је бронзане медаље на Европском првенству 1979. године у Паризу.